# Uralistik
Die Uralistik ist die spezielle Philologie, aber auch Kulturwissenschaft (→ Volkskunde), die sich insbesondere mit den uralischen Sprachen sowie den zugehörigen Literaturen befasst, aber eben auch mit den (historischen und/oder zeitgenössischen) Kulturen deren Sprecher (vgl. hierzu auch Kulturraum). Die speziellen Wissenschaften dieser Zweige sind
- die Finno-Ugristik und
- die Samojedistik.

Innerhalb der Philologie gehört die Uralistik zu den Modernen oder Neue(re)n Philologien.

## Uralische Völker
Entsprechend sind die uralischen Völker gegliedert in
- die Finno-Ugrier und
- die samojedischen Völker.

Für weitere Einzelheiten dazu siehe dort.

## Uralische Sprachen
Die uralische Sprachfamilie teilt sich analog in die beiden Unterfamilien
- finno-ugrische Sprachen und
- samojedische Sprachen.

Die größten bzw. bekanntesten uralischen Einzelsprachen sind Finnisch, Ungarisch, Estnisch und das Nenzische.